# رفلکس تراکمورتون
رفلکس تراکمورتون (انگلیسی: Throckmorton's reflex) نشانه‌ای بالینی که در آن فشار روی قسمت پشتی مفصل متاتارسوفالانژیال انگشت شست پا باعث ایجاد رفلکس کف پا می‌شود. این بیماری در بیماران مبتلا به ضایعات دستگاه هرمی یافت می‌شود و یکی از انواع رفلکس‌های شبه بابینسکی است.
این نشانهٔ پزشکی به افتخار تام بنتلی تراکمورتون نامگذاری شده است.